# Iotyrris devoizei
Iotyrris devoizei is een slakkensoort uit de familie van de Turridae. De wetenschappelijke naam van de soort werd voor het eerst geldig gepubliceerd in 2008 door Kantor, Puillandre, Olivera en Bouchet.